# Peder Mattsson Stiernfelt
Peder Mattsson Stiernfelt, född 24 november 1568 i Västra Husby församling, Östergötland, död 14 april 1639 på godset Ryd i Sankt Lars församling, Östergötland, var en svensk ämbetsman.

## Biografi
Peder Mattsson föddes 1568 på prostgården i Västra Husby församling. Han var son till kyrkoherden Matthias Petri Upplänning och Anna Danielsdotter Grubbe. Namnet till trots kan moderns släkt härledas varken till den norrländska släkten Grubb av Bureätten eller till den danska adelsätten Grubbe.
Mattsson begav sig 1593 ur skolan och tog tjänst hos hertig Karl och var sedermera i tjänst i kung Karl IX:s räknekammare. Han var 1599–1606 fogde över Linköpings län och 1607–1619 fogde över Kinda och Ydre härader. Han arrenderade samma härader 1619 och 1624-1630. Han var även fogde över hertig Johans arvegods 1614–1618 och arrenderade Linköpings län 1626–1629.  Han var assessor i Göta hovrätt 1634–1639. Under åren 1629-1639 ägde han Blästad Gård.
Den stora förmögenhet som Mattsson skapade låg i stadsgårdar och lantegendomar, av vilka en var den nu i staden Linköpings ägor befintliga Ryd. Det finns anledning tro att han bland annat var ägare av samtliga gårdar utmed Stora Torgets västra sida, vilka sedan ägdes av hans mågar.
Han idkade importhandel med kryddor, öl, vin med mera. Han handlade även med kreatur, hudar, spannmål, fisk, och bräder samt ägnade sig åt oxdrift i stor skala. Denna handel spelade såväl tidigare som längre fram en viktig roll. 
Genom sin son Lars Grubbe adlades Peder Mattsson 1629 med namnet Stiernfelt (sonen valde att behålla namnet Grubbe som han tidigare tagit efter sin morfars mors släkt) och introducerades samma år på riddarhuset. Han blev 17 november 1634 assessor vid den nyinstiftade Göta hovrätt.

### Familj
Stiernfelt gifte sig första gången 9 mars 1595 med Anna Andersdotter Björnram (1563–1603) som var änka efter domprosten Nicolaus Petri (Grubb) i Linköpings församling. Anna Andersdotter Björnram var dotter till ärkebiskop Andreas Laurentii Björnram i Uppsala stift och Anna Mikaelsdotter. Stiernfelt och Björnram fick tillsammans barnen
1. lektorn Anders Pedersson Grubbe (1595–1623) i Linköping
2. Hans Grubbe (1597–1603)
3. Margareta Grubbe (1598–1605)
4. översten Lars Grubbe (1601–1642)
5. Anna Grubbe (1603–1624)
6. Brita Grubbe (1603–1603).[3]

Stiernfelt gifte sig andra gången i maj 1604 med Anna Persdotter Skuthe (1580–1647). Hon var dotter till borgmästaren Peder Eriksson (tre snäckor) och Carin Olofsdotter i Linköping. Stiernfelt och Skuthe fick tillsammans barnen:
1. Catharina Stiernfelt (1604–1644) som var gift med biskopen Andreas Johannis Prytz i Linköpings stift,
2. Jöns Stiernfelt (född 1606)
3. Erik Stiernfelt (född 1607)
4. Margareta Stiernfelt (1608–1644) som var gift med assessorn Måns Ekegren
5. Anna Stiernfelt (1610–1678) som var gift med majoren Johan Gustaf Klingspor
6. Mattias Stiernfelt (1611–1612)
7. Kerstin Stiernfelt (1613–1700) som var gift med presidenten Christofer Larsson Grubbe
8. Peder Stiernfelt (född 1613)
9. Brita Stiernfelt (1615–1647) som var gift med översten Claes Kugelhielm
10. ryttmästaren Staffan Stiernfelt (1616–1644) vid Östgöta kavalleriregemente
11. Maria Stiernfelt (1617–1648) som var gift med hovjunkaren Claes Slatte
12. kornetten Mattias Stiernfelt (född 1619) vid Östgöta kavalleriregemente
13. Elisabet Stiernfelt (1621–1621)
14. Barbro Stiernfelt (1622–1667) som var gift med landshövdingen Arent Möller.[3]

Anna Persdotter Skuthe var syster till Margaretha Persdotter Skuthe, ätten Adlerhielms anmoder och likaledes hustru till riksrådet Johan Salvius.